# Скіпор Елеонора Тодорівна
Елеонора Тодорівна Скіпор — педагог, публіцист, поет, краєзнавець, фольклорист, член спілки журналістів України, громадський діяч.

## Біографія
Народилася 6 лютого 1960 року у селі Нижні Петрівці Сторожинецького району. Дитинство та шкільні роки провела у рідному селі, закінчила з відзнакою середню школу (1977), факультет іноземних мов Чернівецького державного університету (1982). Володіє румунською, українською, російською та французькою мовами.
Свою трудову діяльність розпочала вчителем німецької мови  у середній школі села Банилів — Підгірний, а з 1984 вчитель французької мови, потім педагог — організатор, старший вчитель Купської ЗОШ (нині навчально — виховний комплекс села Купка Глибоцького району).
У публіцистиці Скіпор Е. Т. дебютувала 1967 року в газеті «Zorile Bucovinei», в даний час тісно співпрацює з газетами «Libertatea cuvantului», «Відродження», «Буковинське віче», «Рідний край», «Gazeta de Herta», «Освіта Буковини», «Новий день» та ін.
У її творчому доробку 28 книг та понад 2000 публікацій у понад 100 різних друкованих виданнях, газетах, альманахах, журналах України, Румунії та Молдови.
Жанрово і тематично публікації різноманітні: розповіді про людей рідного краю, шкільне життя, культурні досягнення, презентація книг, репортажі, поезія, замальовки, есе. Багато публікацій присвячено духовній скарбниці свого народу: національний одяг, віра, вірування, традиції звичаї.
Своєю кропіткою працею Елеонора Тодорівна збирає маловідомі сторінки про відомих людей багатонаціональної Сторожинеччини, а також залучає до творчості молоде покоління.
Вона організатор та керівник літературних гуртків «Лемиіца» Купського НВК та «Початківці» бібліотеки с. Нижні Петрівці, які неодноразово були переможцями фестивалю-конкурсу  молодих митців імені Іліє Мотреску у Чернівцях.
Висока працездатність, талант спілкування, уміння згуртувати навколо себе аудиторію зумовили створення літературно-мистецької світлиці «Родина». Це творчі люди Підгір'я, котрі вшановують великих синів і дочок Буковини: О. Кобилянську, Ю. Федьковича, І. Миколайчука, В. Івасюка, Н. Яремчука, В. Михайлюка, В. Левицького, Д. Ботушанську, а також широко популяризують творчість митців нашої Буковини: І. Мотреску, І. Попеску, А. Опайця, О. Возняк, С. Слюсарчука, М. Гулей, М, Мінтенка, В. Зношу, І. Васеловича, О. Федоряк, М. Побіжан, Д. Токіци, Л. Васкул, М. Бендаса, М. Козуб, Р. Зегря.
«Родина» — бажаний гість читачів районних та сільських бібліотек області.
Е. Т. Скіпор нагороджена дипломом II ступеня переможця VII конкурсу ім. Мирона Утриска за книги «Від щирого серця», «Дивовижний світ поезій» та дипломом II ступеня переможця VIII  конкурсу ім. Мирона Утриска за книги «Життя, присвячене служінню святому алтарю», «Мерцишор», «Божий храм», ім Ольги Кобилянської в номінації «Художня література» Глибоцької районної державної адміністрації та районної ради за 2013 рік.